# Udo Wagner
Udo Wagner (Bautzen, 2 novembre 1963) è un ex schermidore tedesco, vincitore di una medaglia d'oro e di una d'argento nella scherma ai giochi olimpici.

## Biografia
Udo Wagner si mise in luce nei primi anni '80, quando ai campionati del Mondo Junior (Under 20) di Budapest giunse al 5º posto.
Nel 1985, a Barcellona, esordisce in un campionato del Mondo assoluto, classificandosi al 17º posto nella gara individuale ed al 4º posto con la squadra, alle spalle di Italia, Germania Ovest e U.R.S.S..
L'anno successivo, a Sofia, si ferma ad un passo dalle medaglie giungendo al 5º posto della gara individuale. Nella gara a squadre vince la medaglia di bronzo, battendo la Polonia nella finale di consolazione.
Nel 1987 a Losanna giunge 12º nell'individuale e 6° nella gara a squadre.
Allenato dal Maestro di scherma Peter Proske, Udo Wagner è stato l'unico schermitore della Germania Est capace di vincere una medaglia alle olimpiadi. Si classificò al 2º posto ai Giochi Olimpici di Seoul nel 1988, sconfitto in finale dall'italiano Stefano Cerioni. Nella gara a squadre la nazionale della Germania Est si classificò al 4º posto, sconfitta in semi-finale dalla Germania Ovest per 9 vittorie a 4, tre delle quali ottenute da Wagner, e quindi nella finale per la medaglia di bronzo dall'Ungheria per 9 vittorie a 5.
Nel 1989 partecipa ai mondiali di Denver classificandosi all'8º posto nell'individiduale ed al 5° nella competizione a squadre. Nel 1990, a Lione, prende parte all'ultimo campionato del Mondo con la nazionale della Germania Est, giungendo al 30º posto.
Nel 1991 a Budapest è nella nazionale tedesca riunificata. Wagner si piazza al 10º posto nella gara individuale e vince la prima storica medaglia a squadre per la Germania, giungendo al secondo posto dietro alla nazionale cubana. Con lui in squadra anche Ingo Weißenborn, Thorsten Weidner, Ulrich Schreck e Uwe Römer
Ai Giochi Olimpici di Barcellona nel 1992, con la nazionale della Germania unificata, si classificò al 4º posto nella gara individuale, sconfitto dal francese Philippe Omnès in semi-finale e poi dal cubano Elvis Gregory per il bronzo. Vince la medaglia d'oro nella gara a squadre, superando in finale per differenza stoccate la nazionale cubana, il match era terminato con 8 vittorie per parte.
Nel mondiale di casa del 1993, disputato ad Essen, coglie il suo peggior risultato nelle gare individuali, giungendo solo al 33º posto. Vince però l'oro della gara a squadre, superando in finale l'Italia.
Nel 1994, nei campionati del Mondo di Atene, si classifica al 12º posto individuale e vince la medaglia d'argento a squadre, sconfitto in finale dall'Italia. Questa sarà la sua ultima medaglia importante vinta come atleta.
Nel 1995 a L'Aia, disputa il suo ultimo campionato del Mondo. Chiude con un 19º posto individuale ed il 7º posto nella gara a squadre.